# کریستین دولک
کریستین دولک (انگلیسی: Christine Dolce؛ زاده ۳۱ اوت ۱۹۸۱) یک مانکن اهل ایالات متحده آمریکا
است.